# Hoàng Húc Hi
Hoàng Húc Hi (hay Wong Yuk-hei, tiếng Trung: 黃旭熙, Hangul: 황욱희, tiếng Anh: Lucas Wong, sinh ngày 25 tháng 1 năm 1999), thường được biết đến với nghệ danh Lucas (Hangul: 루카스), là nam ca sĩ, rapper, vũ công và người mẫu người Hồng Kông đang hoạt động tại Hàn Quốc và Trung Quốc. Anh là thành viên của nhóm nhạc đặc biệt SuperM, và là cựu thành viên của nhóm nhạc nam Hàn Quốc NCT, nhóm nhỏ NCT U và WayV do SM Entertainment thành lập và quản lý.

## Tiểu sử
Lucas sinh ngày 25 tháng 1 năm 1999 tại quận Sa Điền, Tân Giới, là anh cả trong gia đình, có cha là người Trung Quốc và mẹ là người Thái Lan. Gia đình Lucas có quán ăn Thái tại Hồng Kông. Anh từng theo học tại Trường Đại học Bệnh viện Đông Hoa Khâu Kim Nguyên.

## Sự nghiệp

### 2015-2017: Trước khi ra mắt
Vào năm 2015, Lucas gia nhập SM Entertainment sau khi vượt qua vòng tuyển chọn toàn cầu được tổ chức tại Hồng Kông. Khi còn là thực tập sinh của SM, Lucas được đào tạo về ca hát, đọc rap và nhảy. Vào ngày 5 tháng 4 năm 2017, anh được giới thiệu là thành viên của SM Rookies, một nhóm đào tạo trước khi ra mắt bao gồm các thực tập sinh trẻ, những người có khả năng ra mắt như một thành viên nhóm nhạc thần tượng. Vào ngày 7 tháng 4 năm 2017, Lucas xuất hiện trong video âm nhạc "Dream In A Dream" của Ten. Lucas có thể nói tiếng Quảng Đông, tiếng Hàn, tiếng Quan Thoại, tiếng Anh và tiếng Thái (một ít).

### 2018–2023: Hoạt động với NCT, WayV, các hoạt động solo và rời nhóm
Vào tháng 1 năm 2018, SM Entertainment đã tiết lộ NCT 2018, một nhóm dự án cho nhóm nhạc nam NCT. Lucas cùng với Kun và Jungwoo là thành viên mới nhất của nhóm. Bộ ba đã được giới thiệu trong NCT 2018 yearbook #1 của SM vào ngày 30 tháng 1 năm 2018. Lucas chính thức ra mắt với NCT vào ngày 14 tháng 3, với album phòng thu đầu tay NCT 2018 Empathy. Lucas đã thu âm ba bài hát trong album như một phần của NCT U, bao gồm các bài hát chủ đề "Boss", "Yestoday" (cả hai đều là NCT U) và "Black on Black" (NCT 2018). Để quảng bá album, Lucas đã xuất hiện trên các chương trình tạp kỹ Hàn Quốc Real Man 300 và Law of the Jungle ở Last Indian Ocean.
Lucas đã được giới thiệu trong bài hát "All Night Long" của Taeyeon, một bài hát được thu âm trong EP Something New của cô, được phát hành vào tháng 6 năm 2018. Bài hát đạt vị trí thứ 72 trên Bảng xếp hạng kỹ thuật số Gaon. Vào tháng 11 năm 2018, Lucas đã phát hành đĩa đơn kỹ thuật số "Coffee Break" cùng với Jonah Nilsson và hợp tác với Richard Bona cho SM Station 3.
Vào tháng 12 năm 2018, Lucas được công bố là một phần của WayV, là một nhóm nhỏ hoạt động tại Trung Quốc của NCT, được quản lý bởi Label V. WayV gồm bảy thành viên chính thức ra mắt vào ngày 17 tháng 1 năm 2019 với EP The Vision đầu tay của họ. Đĩa đơn "Regular" của họ là bản làm lại tiếng Quan thoại của "Regular" của NCT 127.
Năm 2019, Lucas xác nhận là thành viên chính góp mặt trong dàn MC chương trình Keep Running từ mùa 7 đến mùa 9 tại Trung Quốc.
Vào ngày 7 tháng 8 năm 2019, Lucas được công bố là thành viên của nhóm nhạc đặc biệt SuperM, do SM Entertainment phối hợp với hãng thu âm Capitol thành lập. Các hoạt động của nhóm bắt đầu từ tháng 10 và nhắm vào thị trường Mỹ. EP đầu tay của SuperM đã được phát hành vào ngày 4 tháng 10 năm 2019 với đĩa đơn "Jopping". Vào ngày 5 tháng 10, Lucas có buổi hòa nhạc đầu tiên với SuperM tại Tòa nhà thu âm ở Los Angeles, trước chuyến lưu diễn vòng quanh thế giới với các điểm dừng ở Bắc Mỹ và các điểm dừng theo kế hoạch ở châu Âu và châu Á.
Vào ngày 25 tháng 8 năm 2021, Lucas tạm dừng hoạt động do vướng vào scandal.
Ngày 10 tháng 5 năm 2023, SM Entertainment cho biết Lucas sẽ rời NCT và WayV để tập trung cho các hoạt động solo.

## Bê bối
Tối ngày 23 tháng 8 năm 2021, Lucas bị một tài khoản, được cho là của một người hâm mộ tại Hàn Quốc có tên Direct Kill, tố có quan hệ yêu đương qua lại với mình. Tại thời điểm nổ ra tranh cãi, anh còn bị tố nói xấu các thành viên khác cùng nhóm, và chê bai một số chương trình truyền hình. Cư dân mạng nhanh chóng tìm ra hình ảnh được cho là ảnh thân mật của Lucas và cô gái trong tài khoản. Chưa dừng lại ở đó, đến chiều ngày 24 tháng 8, có thêm 3 tài khoản tự xưng từng có quan hệ yêu đương với Lucas đã lên tiếng. Qua lời kể của các nạn nhân, Lucas đã cùng lúc nhắn tin cho rất nhiều fan nữ, rủ rê họ vào khách sạn quan hệ và mọi chi phí buổi hẹn hò đều do fan nữ chi trả. Nếu trong quá trình tán tỉnh mà thấy cô gái nào không đáp ứng đủ tiêu chí xinh đẹp và có điều kiện thì anh sẽ cho chối từ ngay từ lần gặp đầu tiên. Thậm chí, một nam thanh niên còn tiết lộ Lucas là người song tính thiên về nữ. Anh chàng này chính là bạn trai cũ của Lucas. Người này còn cho biết Lucas lần đầu tiên có quan hệ tình dục vào năm 13 tuổi với 1 cô gái. Nam ca sĩ từng chia sẻ rằng cảm thấy tự hào về điều đó.  Thông tin khiến cả làng giải trí Hàn Quốc và Trung Quốc đều xôn xao.
Ngoài vụ bê bối tình ái, anh còn có những hành vi coi thường bố mẹ và coi thường các thành viên trong nhóm. Theo Sina cho biết bố mẹ Lucas vẫn đang vất vả mưu sinh, là gia đình có hoàn cảnh bình thường. Nhưng anh lại không muốn đề cập đến gia đình khi được hỏi “Vì sao không mời bố mẹ tới concert?” tại buổi fan-meeting. Hơn nữa, khi nhận được lương, thay vì gửi tiền về cho gia đình Lucas mua đồ hiệu cho bản thân.
Nam nghệ sĩ bị bạn trai cũ tố cáo lợi dụng việc ngồi khoang thương gia trên máy bay để tìm kiếm các quý bà giàu có bằng chiêu trò gửi nhầm ảnh qua airdrop.
Sau khi sự việc xảy ra, hoạt động ra mắt MV của Lucas và thành viên cùng nhóm WayV Hendery đã bị tạm hoãn, mọi hoạt động quảng bá đều bị dừng lại.
Chiều ngày 25 tháng 8, Lucas chính thức đăng thư tay lên Weibo và Instagram xin lỗi về những hành động trong quá khứ, đồng thời tạm dừng hoạt động. Ngay sau đó, công ty chủ quản SM Entertainment cũng đã đăng bài xin lỗi vì không quản lí chặt chẽ nghệ sĩ của công ty.

## Danh sách đĩa nhạc
| "Coffee Break" (with Dirty Loops featuring Richard Bona)                  | 2018 | - | SM Station |
| "—" denotes songs that did not chart or were not released in that region. |      |   |            |

| Tiêu đề                                                                               | Năm            | Thứ hạng cao nhất | Thứ hạng cao nhất | Thứ hạng cao nhất | Doanh số | Album                |
| Tiêu đề                                                                               | Năm            | CHN               | CHN               | KOR               | Doanh số | Album                |
| Tiêu đề                                                                               | Năm            | CHN               | QQ                | KOR               | Doanh số | Album                |
| Phối hợp                                                                              | Phối hợp       | Phối hợp          | Phối hợp          | Phối hợp          | Phối hợp | Phối hợp             |
| ------------------------------------------------------------------------------------- | -------------- | ----------------- | ----------------- | ----------------- | -------- | -------------------- |
| "造 亿 万吨" (with Angelababy, Li Chen, Zheng Kai, Zhu Yawen, Wang Yanlin, Song Yuqi) | 2019- Hiện tại | -                 | -                 | -                 | —        | Running Brothers OST |
| "—" denotes releases that did not chart or were not released in that region.          |                |                   |                   |                   |          |                      |

| "All Night Long" (저녁의 이유) (Taeyeon featuring Lucas)                  | 2018 | 72 | Something New |
| "—" denotes songs that did not chart or were not released in that region. |      |    |               |

## Chương trình truyền hình
| Năm  | Tựa                                    | Kênh     | Vai Trò                                                    |
| ---- | -------------------------------------- | -------- | ---------------------------------------------------------- |
| 2018 | Real Man 300                           | MBC      | Khách mời                                                  |
| 2018 | Law of the Jungle in Last Indian Ocean | SBS      | Khách mời                                                  |
|      | Knowing Bros                           | MBC      | Khách mời cùng Tống Vũ Kỳ, Joon Park, BamBam (ca sĩ)       |
| 2019 | Keep Running                           | ZRTG     | Thành viên cố định                                         |
| 2019 | Thế Vận Hội Thanh Xuân                 | iQiyi    |                                                            |
| 2019 | Dayday Up                              |          | Khách mời cùng nhóm WayV                                   |
| 2019 | Happy Camp                             | Hunan TV | Khách mời                                                  |
| 2020 | Chase Me                               | ZRTG     | Khách mời cùng Tống Vũ Kỳ, Lý Thần, Trịnh Khải (diễn viên) |
| 2020 | Keep Running                           | ZRTG     | Thành viên cố định                                         |
| 2021 | Keep Running                           | ZRTG     | Thành viên cố định                                         |
| 2021 | Happy Camp                             | Hunan TV | Khách mời cùng Winwin                                      |